# Greenmeadows
Greenmeadows est une banlieue de la cité de Napier, située dans la région de  Hawke's Bay dans l’est de l’Île du Nord de la Nouvelle-Zélande. 
C’est une partie du conseil du district de Taradale, un borough et une partie du ward de Taradale (en).

## Démographie
Greenmeadows, comprenant les zones statistiques de Greenmeadows West, Greenmeadows Central et Greenmeadows South, avait une population de 5 562 personnes lors recensement de 2018 en Nouvelle-Zélande, en augmentation de 171 personnes(soit 3,2 %) depuis le  recensement de 2013 en Nouvelle-Zélande, et en augmentation de 417 personnes (soit 8,1 %) depuis le   recensement de 2006 en Nouvelle-Zélande. 
Il y avait 2 337 foyers. 
On notait la présence de 2 526 hommes et 3 033 femmes, donnant un sexe-ratio de 0,83 homme pour une femme, avec 840 personnes (soit 15,1 %) âgées de moins de 15 ans, 822 personnes (soit 14,8 %) âgées de 15 à 29 ans, 2 256 personnes (soit 40,6 %) âgées de 30 à 64 ans, et 1 644 personnes (29,6 %) âgées de 65 ans ou plus.
L’ethnicité était constituée pour 89,1 % européens/Pākehā, 11,9 % Māoris, 1,6 % personnes du Pacifique, 5,1 % d’asiatiques et 1,4 % d’autres ethnicités (le total fait plus de 100 % dans la mesure où une personne peut se déclarer de multiples ethnicités).
La proportion de personnes nées outre-mer était de 16,1 %, comparée avec les 27,1 % au niveau national.
Bien que certaines personnes refuusent de donner leur religion, 50,6 % disaient n’avoir aucune religion, 38,3 % étaient chrétiens, 0,5 % étaient hindouistes, 0,2 % étaient musulmans , 0,6 % étaient  bouddhistes et 2,5 % avaient une autre religions.
Parmi ceux d’au moins 15 ans d’âge, 789 personnes (16,7 %) avait une licence ou un niveau supérieur, et 1,080 personnes (soit 22,9 %) n’avaient aucune qualification formelle. 
Le statut d’emploi de ceux de plus de 15 ans était pour 2 025 personnes (soit 42,9 %) employées à plein temps, pour 702 personnes (soit 14,9 %) employées à temps partiel et 87 personnes (soit 1,8 %) étaient sans emploi
| Nom                  | Population | foyers | âge médian | revenus médian |
| -------------------- | ---------- | ------ | ---------- | -------------- |
| Greenmeadows West    | 2,025      | 867    | 59 ans     | 30 100 $       |
| Greenmeadows Central | 1,473      | 633    | 48,8 ans   | 29 400 $       |
| Greenmeadows South   | 2,064      | 837    | 41,8 ans   | 27 300 $       |
| Nouvellle-Zélande    |            |        | 37,4 ans   | 31 800 $       |

## Éducation
Greenmeadows avait 3 écoles:
- «Greenmeadows School»[5]. C’est une école primaire publique avec un effectif de  437 élèves[6].

- L’école «Parkside Christian Seventh-day Adventist School», une école primaire intégrée au public avec un effectif de 32 élèves[7].

- collège Joseph's Māori Girls (en)[8]  une école de fille catholique intégrée au public et une école supérieure avec un effectif de 131 élèves[9].